# 憤怒青年 (電影)
《憤怒青年》是1973年邵氏電影公司出品的一部時裝動作片，同時也反映了當時社會低下層青少年問題。由張徹及桂治洪聯合導演，倪匡編劇。

## 電影內容
故事敘述一個誤入歧途青年的黑幫經歷。生長於問題家庭的青年沈昌（王鍾飾）自小因貧窮而受盡歧視，使其性格也著些許偏差。由於對社會以及生活環境的不滿，沈昌禁不住黑幫的誘惑，決定與黑幫合作，偷取父親（盧迪飾）所看管貨倉的鑰匙，進而導致父親不幸為黑幫中人殺害。
得知父親死訊悲悔交集的沈昌決意替其父報仇，於是單槍匹馬獨闖賊巢，逐一將仇人剿滅，最後自己也因墜樓身亡。

## 人物角色
| 角色名稱 | 演員   | 備註     |
| -------- | ------ | -------- |
| 沈昌     | 王鍾   |          |
| 黃蘭     | 李麗麗 | 沈昌友   |
|          | 盧迪   | 沈昌父   |
|          | 沈勞   | 沈昌繼父 |
|          | 佟林   | 黑幫老大 |
|          | 貝蒂   |          |
|          | 樊梅生 | 黑幫幹部 |
|          | 石天   | 黑幫手下 |
|          | 王光裕 | 黑幫手下 |
|          | 馮克安 | 黑幫手下 |
|          | 黃樹棠 | 黑幫手下 |
|          | 王青   | 黑幫手下 |
|          | 徐發   |          |
|          | 黃培基 |          |
|          | 劉俊輝 |          |
|          | 袁信義 |          |
|          | 陳狄克 |          |
|          | 許冠英 |          |
|          | 李壽祺 | 警察     |
|          | 馮敬文 |          |
|          | 王傑   | 屋邨小童 |

## 備註
1. ↑  香港電影票房 1973 〔華語電影〕 的存檔，存档日期2008-01-17.，〈香港電影票房全紀錄〉

## 外部連結
- 香港影庫上《憤怒青年》的資料（繁體中文）
- 豆瓣电影上《憤怒青年》的資料 （简体中文）
- 时光网上《憤怒青年》的資料（简体中文）
- 互联网电影数据库（IMDb）上《憤怒青年》的资料（英文）